# Allée couverte de Kerviniou
L'allée couverte de Kerviniou est une allée couverte située à Guiscriff, dans le Morbihan en France.

## Localisation
Le mégalithe est situé dans un champ, à environ 100 m au nord du hameau de Kerviniou.

## Historique
Le monument est classé au titre des monuments historiques par arrêtés du 8 avril 1930 et du 24 août 1934.

## Description
L'allée couverte a été endommagée par des fouilles clandestines et par les travaux de remembrement. A l'origine, le monument mesure environ 10 m de longueur.  Il est orienté sud-est/nord-ouest et comporte à l'extrémité sud-est une petite cellule terminale. Une dalle transversale disposée près de l'entrée délimite un vestibule. Le couloir d'accès à la chambre funéraire mesure environ 1,40 m de largeur.